# Tephritis megalura
Tephritis megalura är en tvåvingeart som beskrevs av Erich Martin Hering 1938. Tephritis megalura ingår i släktet Tephritis och familjen borrflugor. Inga underarter finns listade i Catalogue of Life.